# Sansepolcro
Sansepolcro (antigament, Borgo del Santo Sepolcro, d'aquí la forma vulgar «el Borgo»; erròniament Sant Sepolcro o S. Sepolcro) és un municipi de la província d'Arezzo, a la regió de la Toscana, a Itàlia; amb els seus 16.000 habitants, és el centre més poblat de la Valtiberina toscana. El territori comunal té una extensió de 91,48 km² i es troba en els límits orientals de la Toscana, entre la ribera esquerra del Tíber i els Alpe della Lluna.
Va ser el lloc de naixement dels pintors Piero della Francesca, Raffaellino del Colle (un pupil de Rafael) i Angiolo Tricca. També va néixer aquí el matemàtic Luca Pacioli.
L'economia es basa en l'agricultura. La indústria inclou manufactura, menjar i productes farmacèutics. És la casa de la pasta Buitoni que va ser fundada per Giulia Buitoni en 1827.
Limita amb els municipis d'Anghiari, Badia Tedalda, Borgo Pace, Citerna, Città di Castello, Pieve Santo Stefano, San Giustino.
Pertanyen al municipi les frazioni de Basilica, Cignano, Giardino, Gragnano, Gricignano, Melello, Montagna, Pocaia, Santa Fiora, Trebbio i Vannocchia.

## Història
D'acord amb la tradició, la ciutat va ser fundada al voltant de l'any 1000 per dos pelegrins (Arcanus i Aegidius), els qui van instituir aquí un oratori (on avui està la catedral) durant el seu retorn de Terra Santa. Els primers esments històrics són una mica posteriors, referint-se a l'abadia benedictina construïda en aquest període.
El centre històric de Sansepolcro va aconseguir la seva actual grandària al voltant de 1400, i cap al 1500 va rebre els seus murs per Giuliano dona Sangallo. Entre els qui ho van envoltar estan el Ducat de Milà, els Malatesta i després Florència.

## Turisme
Els llocs més interessants de visitar són: 
- Abadia de Sant Bartomeu a Succastelli
- Convent de Montecasale
- Església del Bon Jesús
- Església de Sant Francesc
- Església de Sant Francesc Saveri amb l'annex Palazzo del Seminari
- Església de Sant Giovanni Batista
- Església de Sant Llorenç
- Església de Sant Miquel Arcàngel (Paradiso dei Cappuccini)
- Església de Sant Roc
- Església de Sant Agustí
- Església de Sant'Antoni Abat
- Església de Santa Maria dei Servi
- Església de Santa Maria delle Grazie
- Ex Església de Santa Chiara
- Ex Església de Santa Maria Magdalena
- Oratori de la Compagnia del Crocifisso
- Oratori de la Confraternitá della Morte

## Galeria fotogràfica

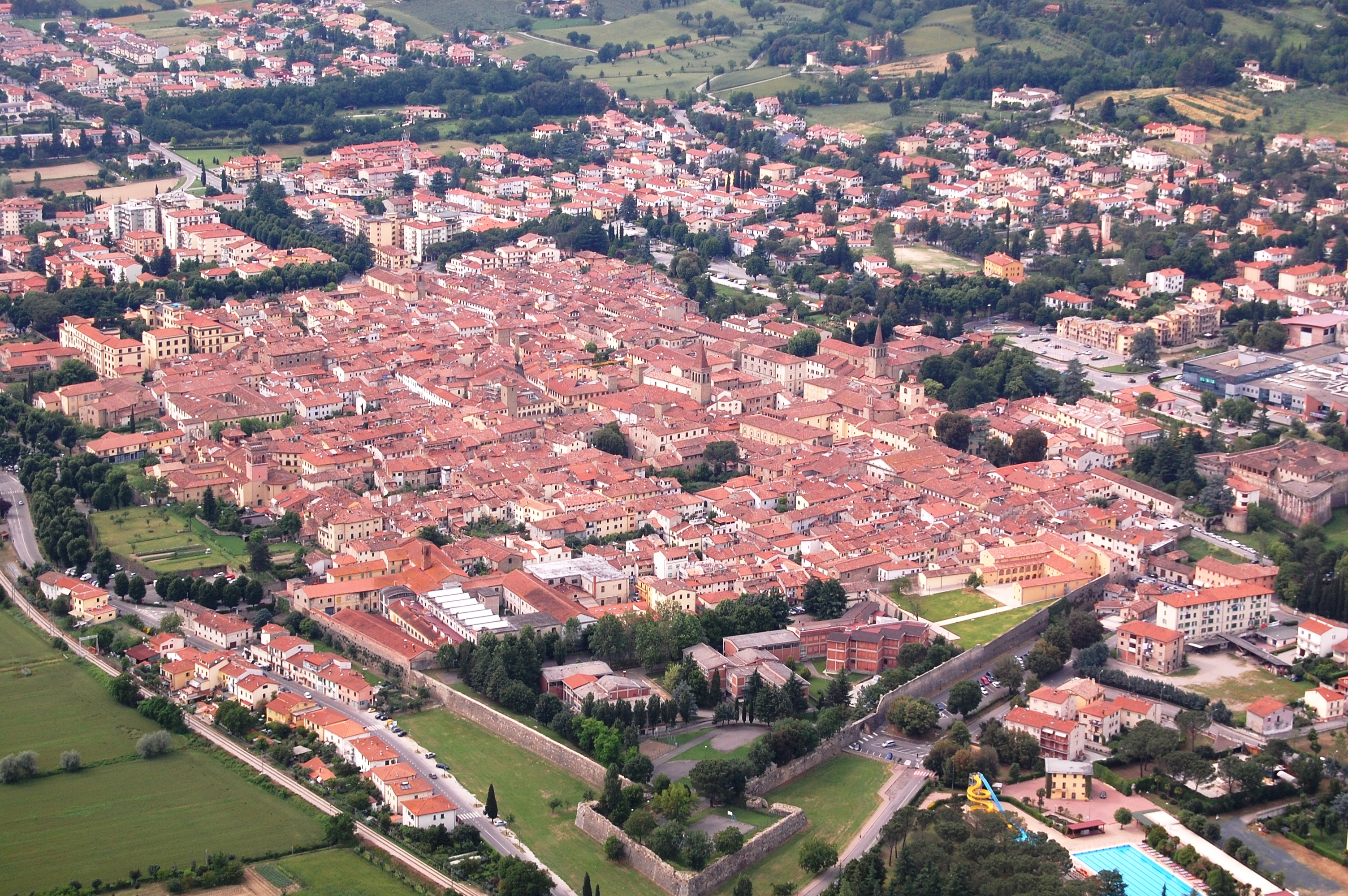
Vista del poble
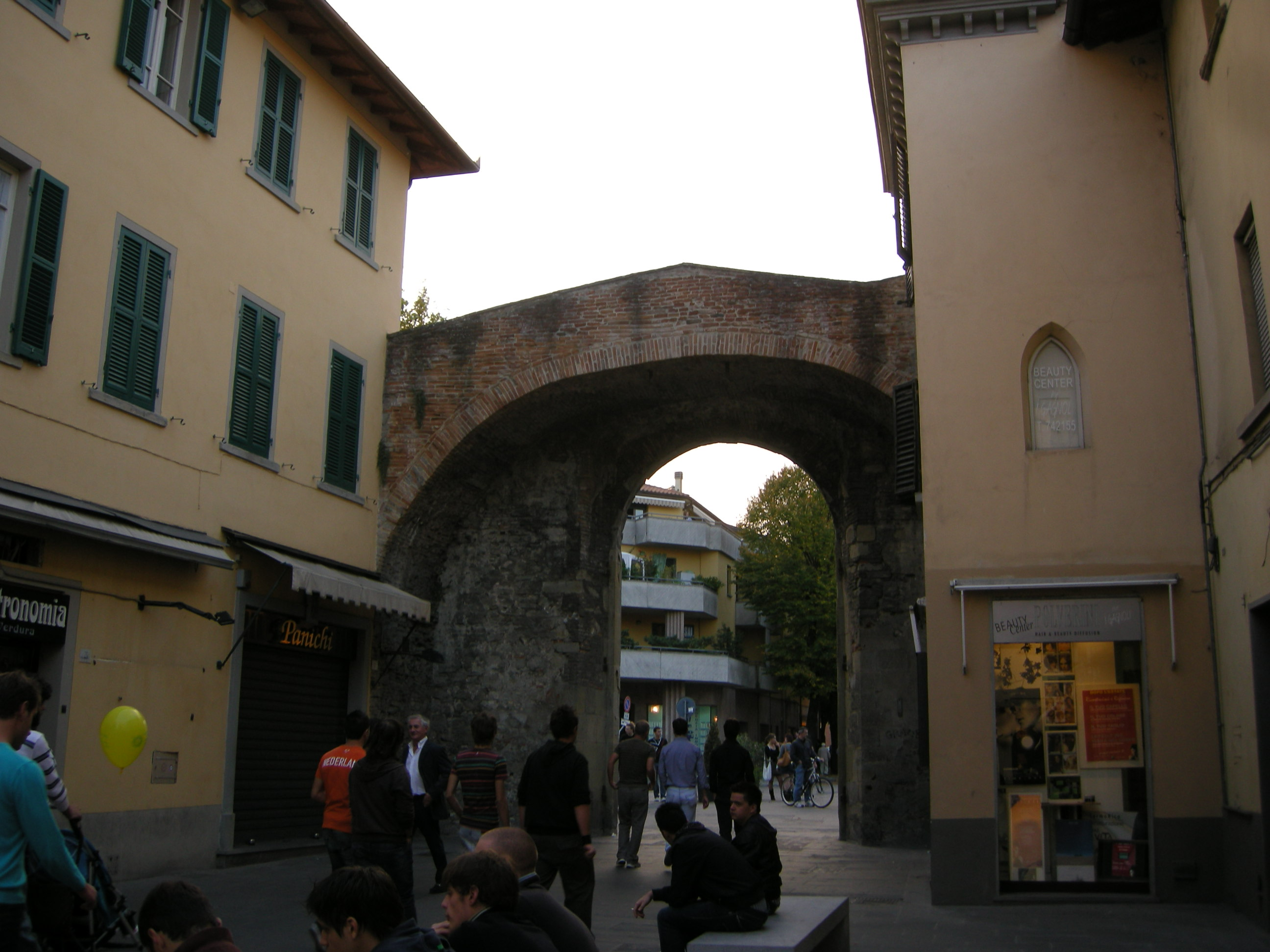
Porta fiorentina
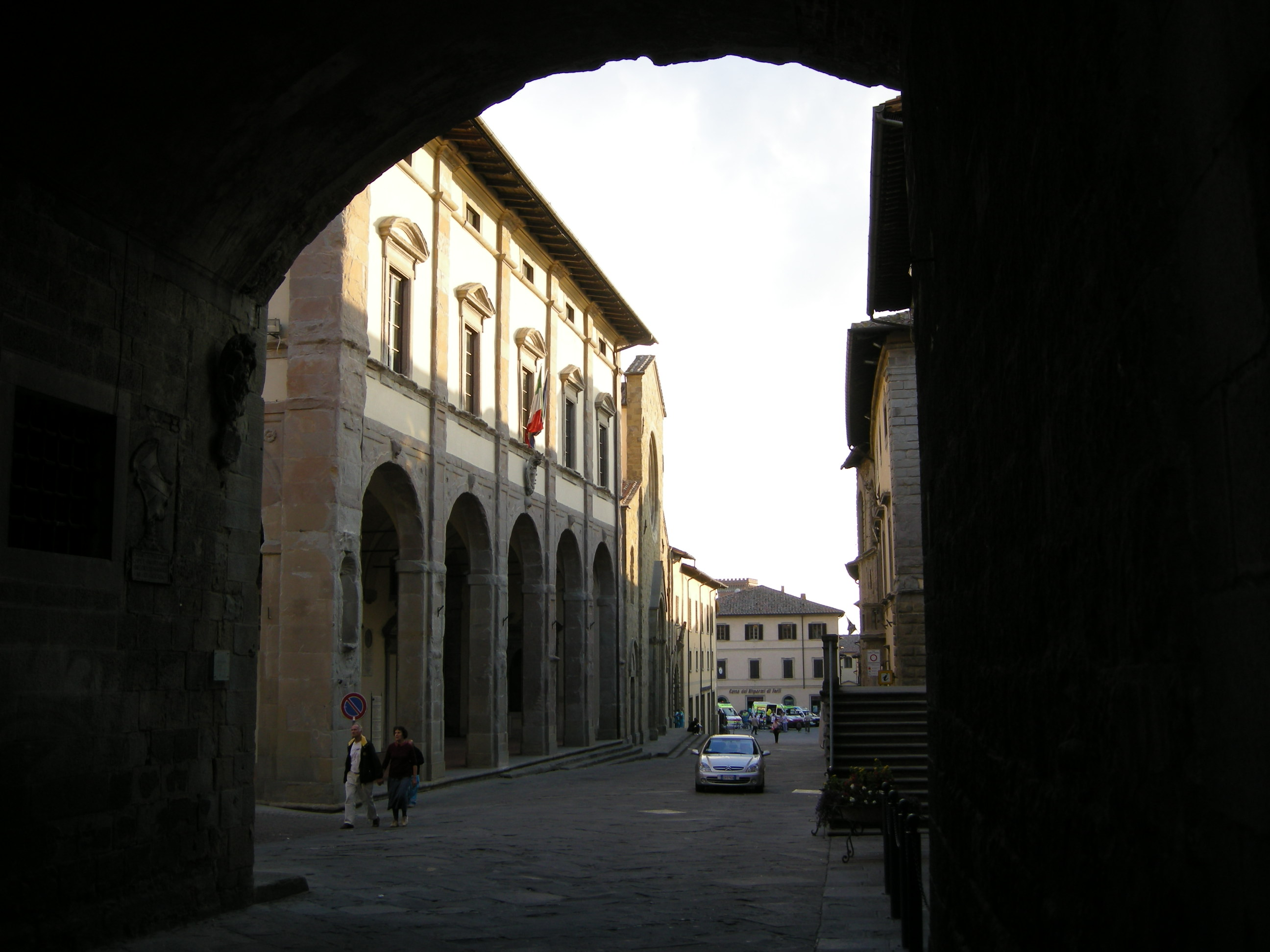
Via Matteotti
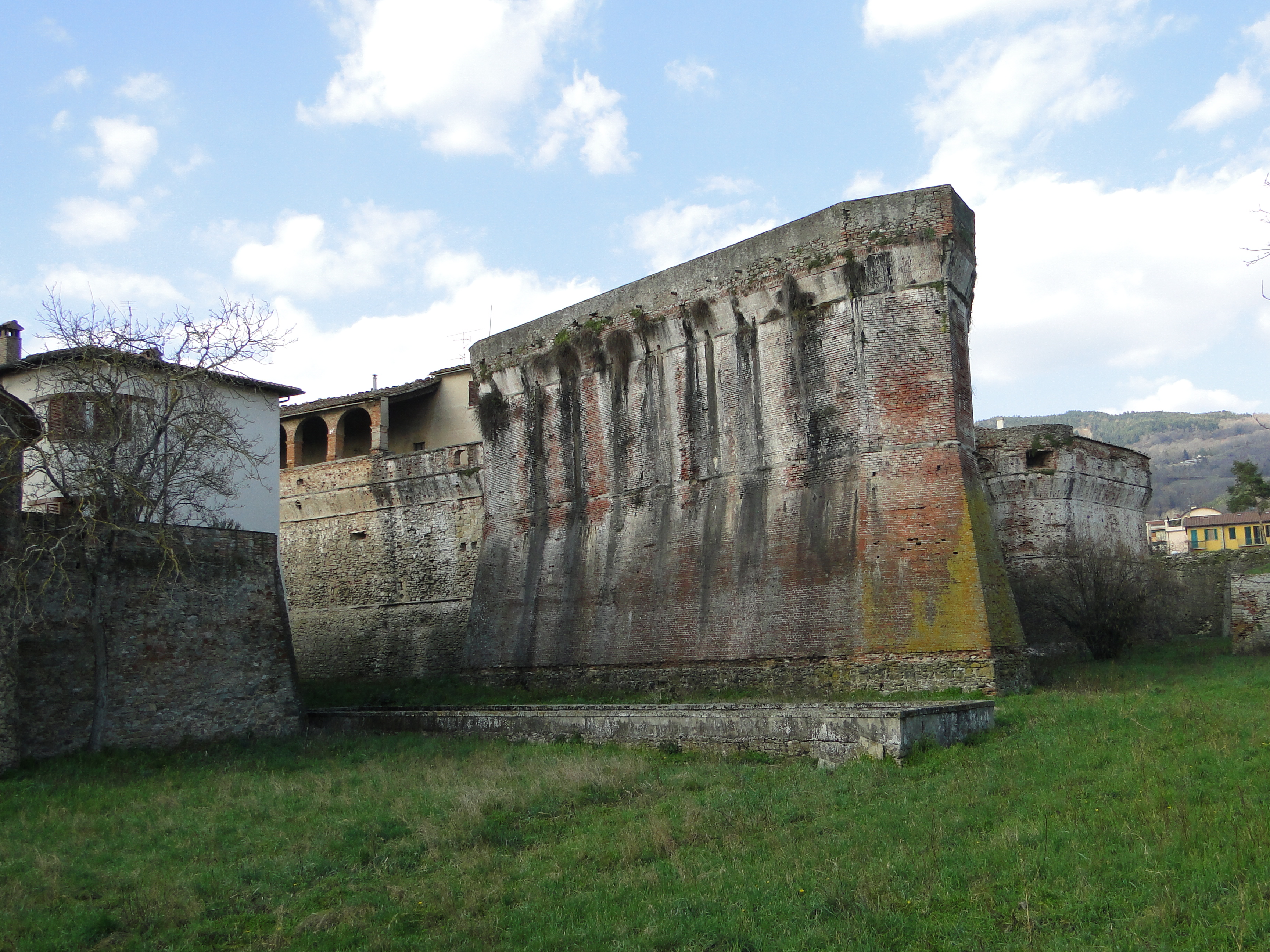
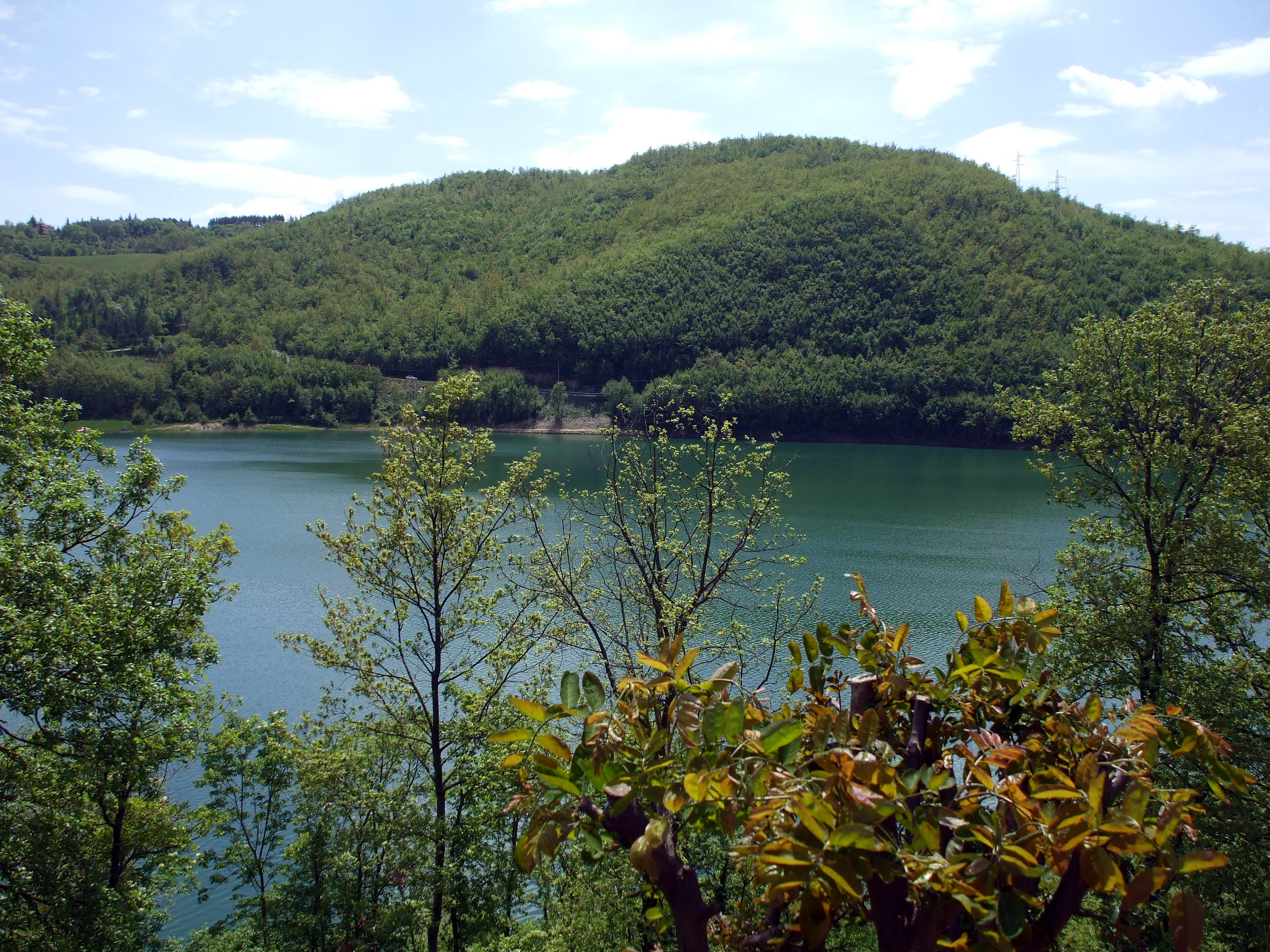
Llac de Montedoglio

## Ciutats agermanades
- Neuchâtel  Suïssa
- Neuves-Maisons  França
- Sinj  Croàcia